# 伏毛直序乌头
伏毛直序乌头（学名：Aconitum richardsonianum var. pseudosessiliflorum）为毛茛科乌头属下的一个变种。

## 扩展阅读
- 維基物種上的相關：伏毛直序乌头